# Platybelone
Platybelone Fowler, 1919 è un genere di pesce ago della famiglia Belonidae.

## Tassonomia
Il genere comprende le seguenti specie:
- Platybelone argalus (Lesueur, 1821)
- Platybelone lovii (Günther, 1866)